# Isonychia serrata
Isonychia serrata is een haft uit de familie Isonychiidae. De wetenschappelijke naam van de soort is voor het eerst geldig gepubliceerd in 1932 door Traver.
De soort komt voor in het Nearctisch gebied.